# Отмъщение по женски
„Отмъщение по женски“ (на английски: The Other Woman) е американска романтична комедия от 2014 г. на режисьора Ник Касаветис, по сценарий на Мелиса Стак, и участват Камерън Диас, Лесли Ман, Кейт Ъптън, Николай Костер-Валдау, Ники Минаж, Тейлър Кини и Дон Джонсън.